# Hirondelle à longs brins

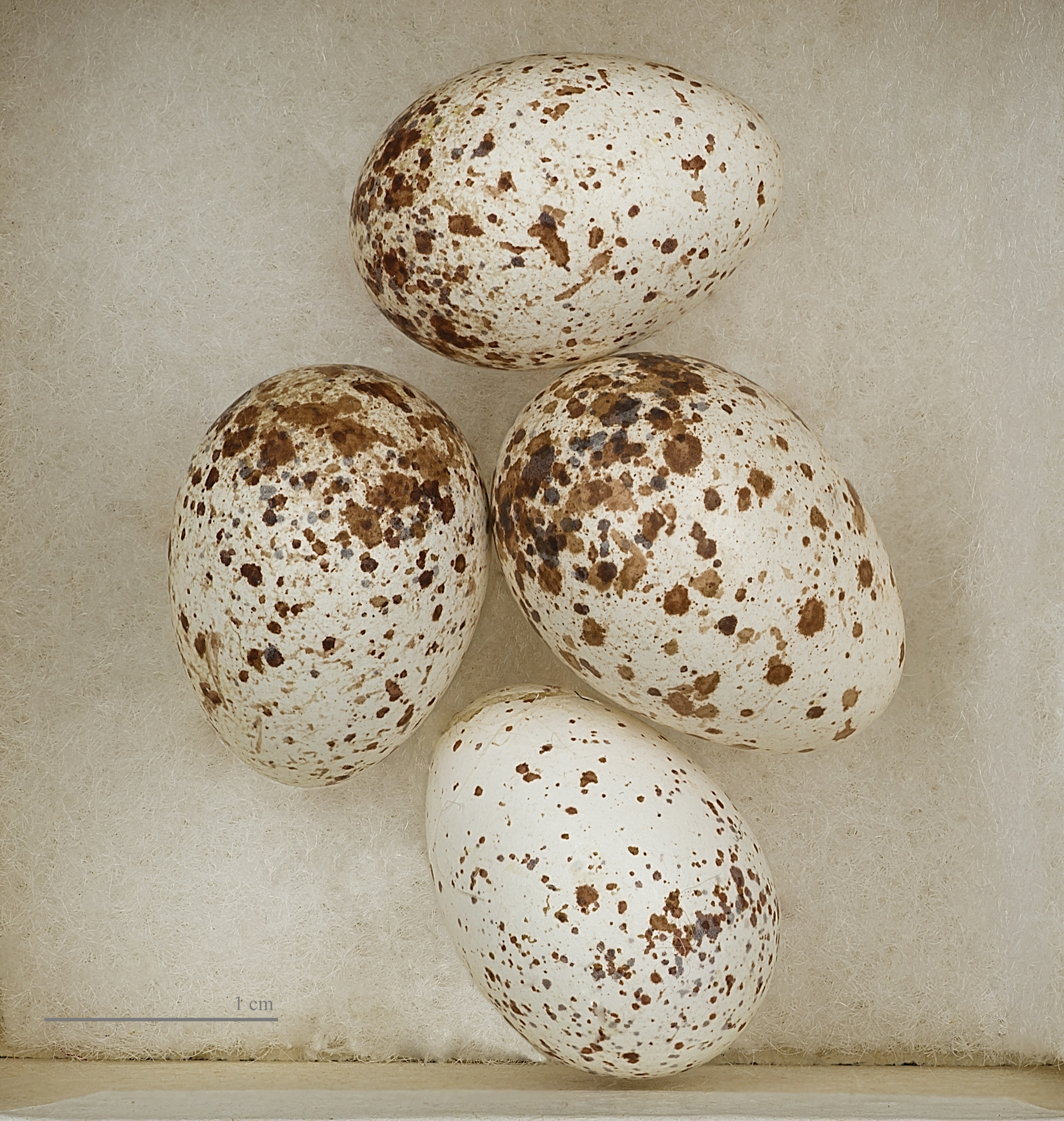
Œufs d'Hirondelle à longs brins - Muséum de Toulouse

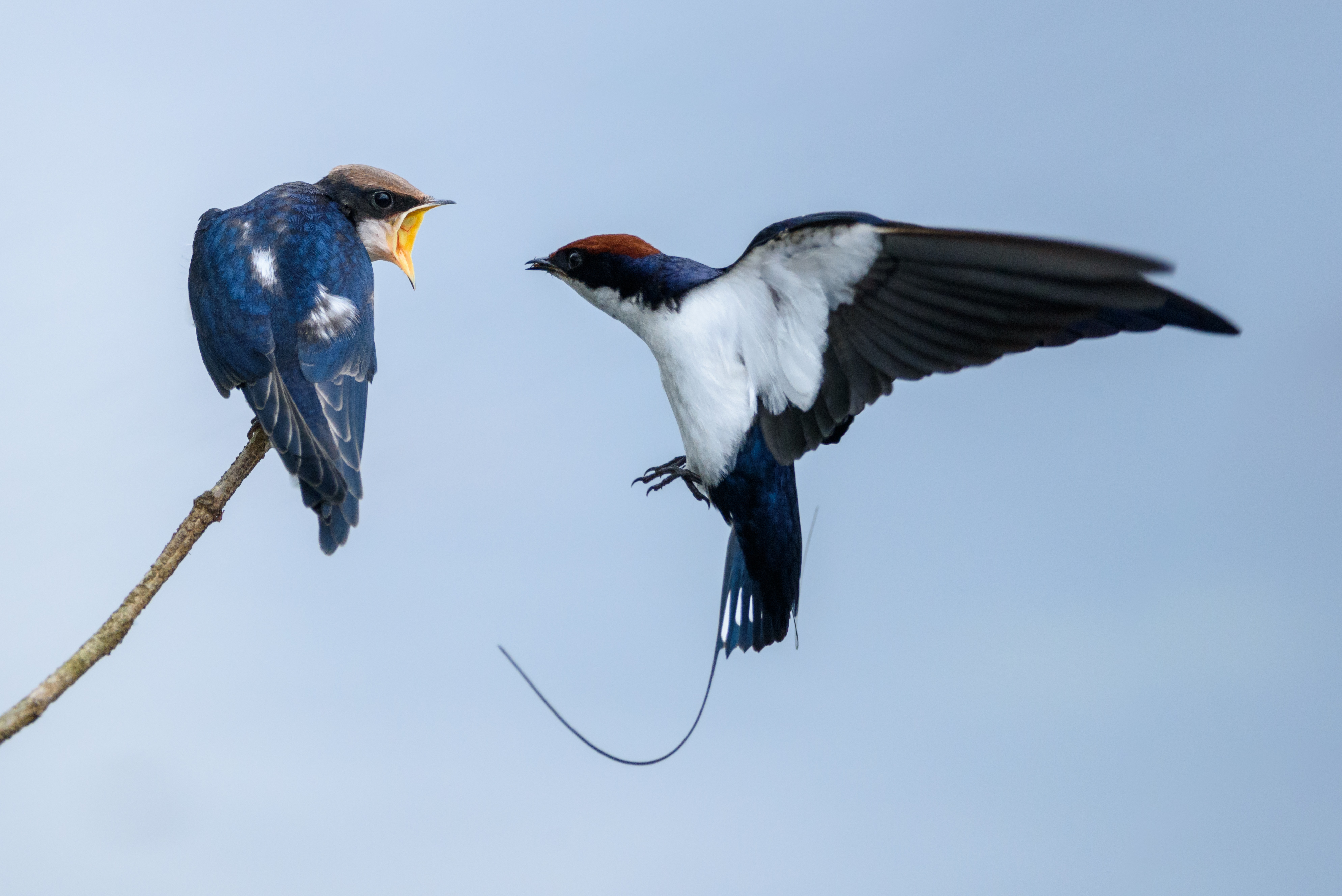
Hirondelle nourrissant sa progéniture.

Hirundo smithii
Espèce
Statut de conservation UICN

 LC  : Préoccupation mineure
L'Hirondelle à longs brins (Hirundo smithii) est une espèce de passereaux de la famille des Hirundinidae. Elle comporte deux sous-espèces : Hirundo smithii smithii, qui est présente dans toute l'Afrique et Hirundo smithii filifera, qui se trouve en Asie du sud et du sud-est. Il est principalement résident, mais les populations du Pakistan et du nord de l'Inde migrent plus au sud en hiver. Le nom de genre Hirundo est le mot latin pour hirondelle.

## Répartition
Son aire de répartition s'étend sur l'Afrique subsaharienne, l'Asie centrale, la Chine, l'Asie du Sud et de l'Indochine.

## Sous-espèces
Cet oiseau est représenté par deux sous-espèces :
- Hirundo smithii filifera Stephens, 1826 ;
- Hirundo smithii smithii Leach & K.D. Koenig, 1818.